# Patriofelis
A Patriofelis az emlősök (Mammalia) osztályának fosszilis Creodonta rendjébe, ezen belül az Oxyaenidae családjába tartozó nem.

## Tudnivalók
A Patriofelis egy nagy, macskaszerű, Oxyaenidae volt, amely Észak-Amerika területén élt az eocén korban, körülbelül 45 millió évvel ezelőtt. Az állat testhossza farok nélkül körülbelül 1,2‑1,8 méter volt. Ezzel a mérettel körülbelül akkora volt, mint egy mai puma (Puma concolor). Rövid lábszárai széles talpban végződtek, arra utalva, hogy az állat nem volt jó futó, de azért jó úszó lehetett. Mint rokona az Oxyaena, a Patriofelis is könnyen mászhatott a fákra (Robbins 2006).

## Rendszerezés
A nembe az alábbi 2 faj tartozik:
- Patriofelis ferox
- Patriofelis ulta

## Lelőhelyek
A legtöbb Patriofelis maradványt az oregoni John Day Fossil Beds National Monument, valamint a wyomingi Bridger Formation nevű lelőhelyeken találták meg.

## Képek

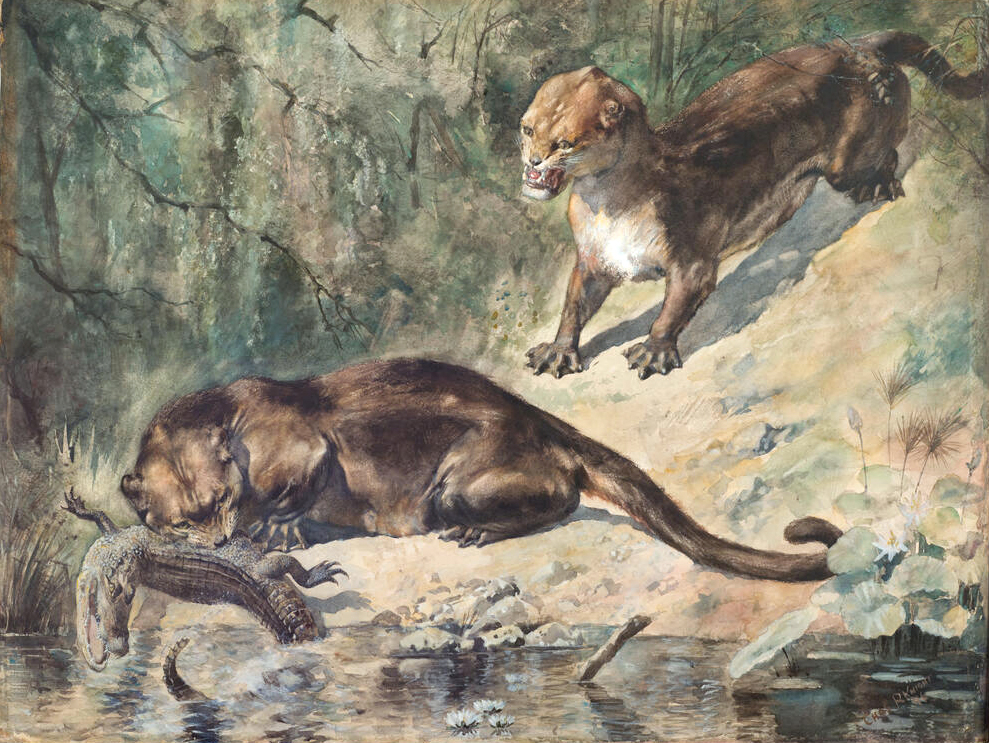
Charles R. Knight rajza a Patriofelisról
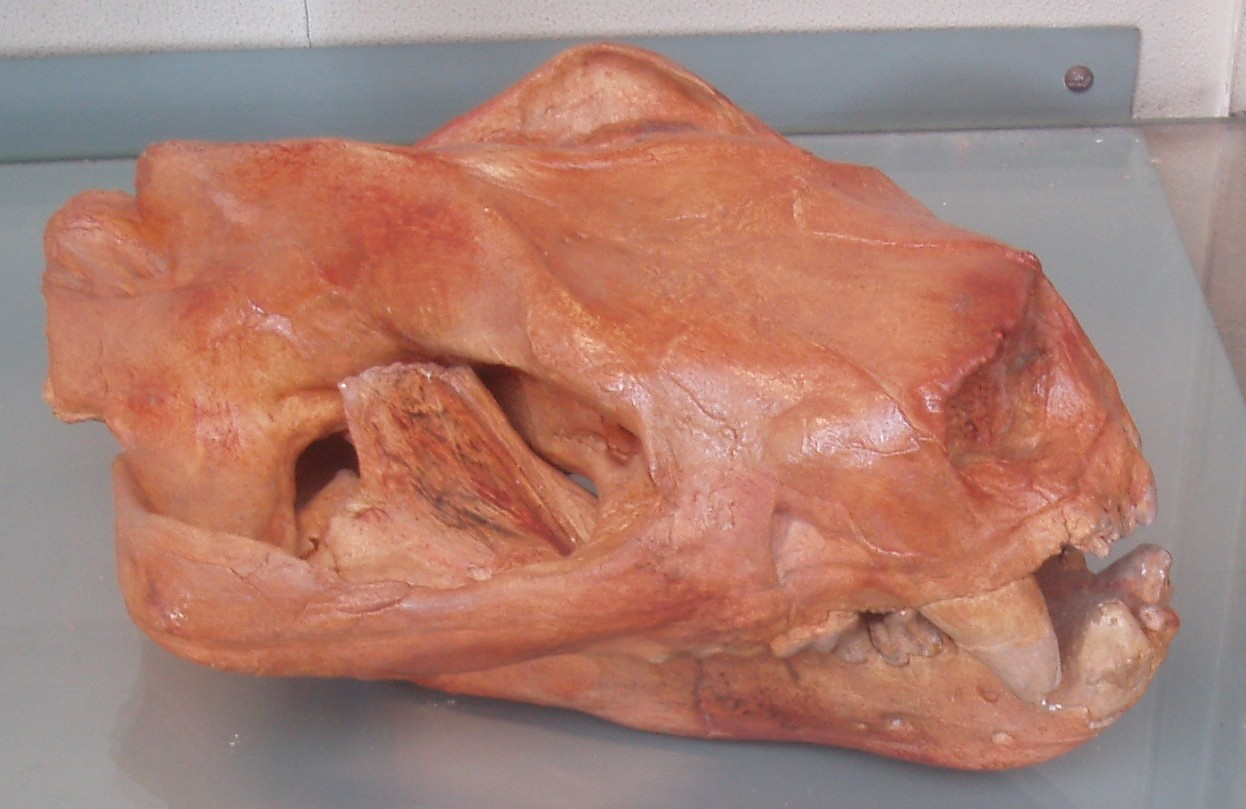
A Patriofelis ulta koponyája
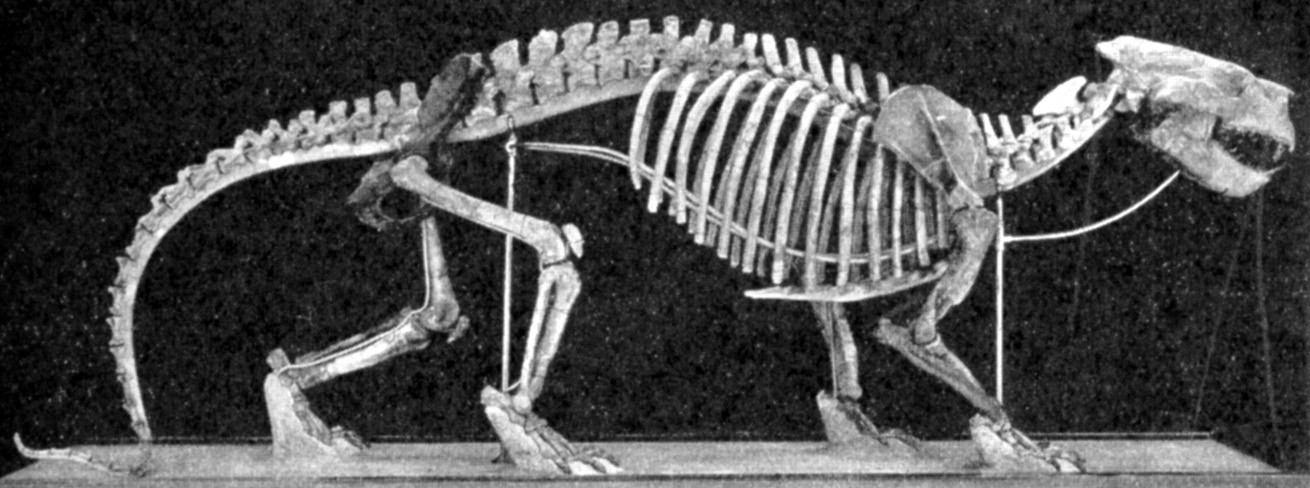
Patriofelis csontvázak
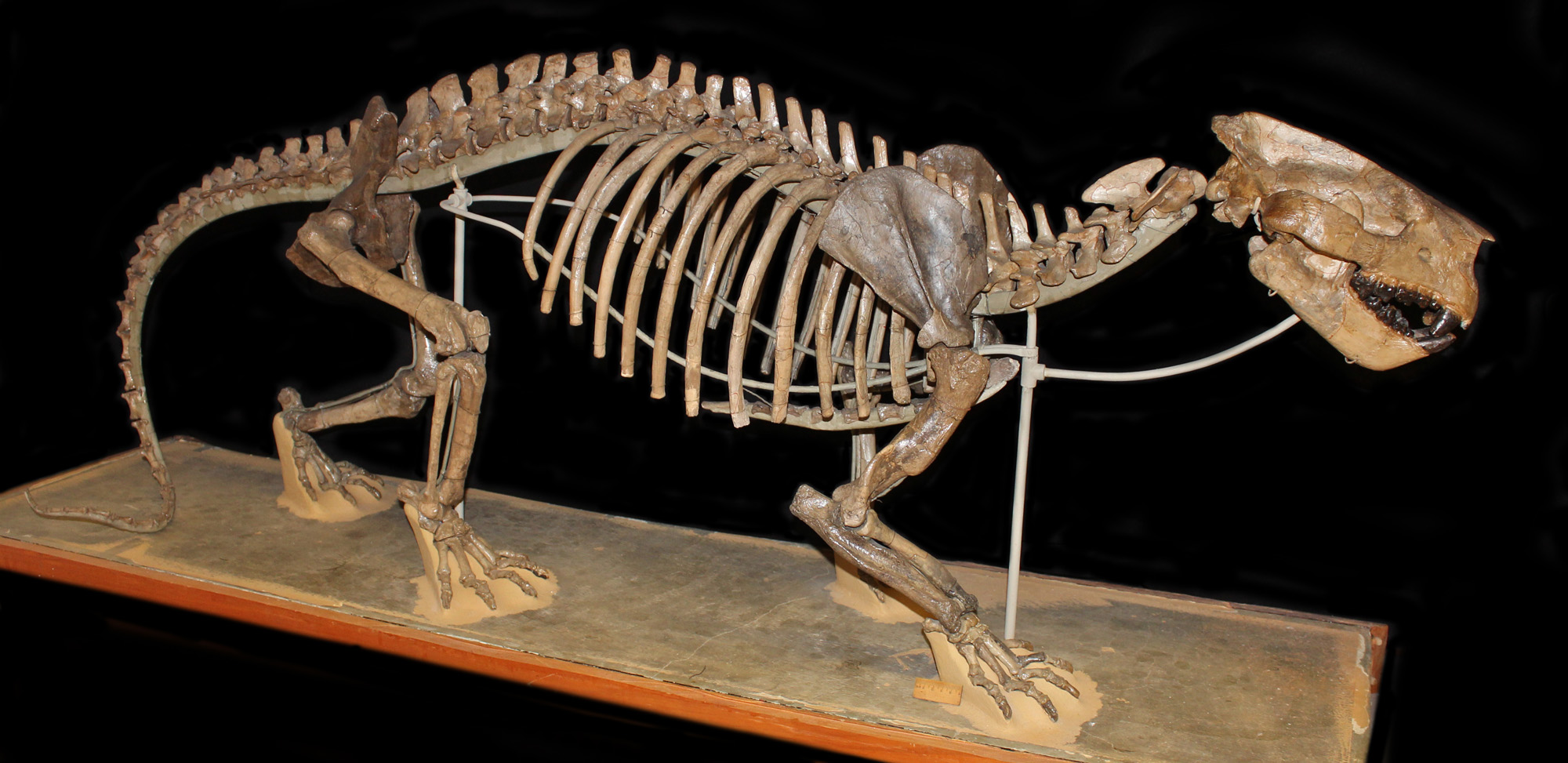

## Fordítás
- Ez a szócikk részben vagy egészben  a   Patriofelis című angol Wikipédia-szócikk ezen változatának fordításán alapul.  Az eredeti cikk szerkesztőit annak laptörténete sorolja fel. Ez a jelzés csupán a megfogalmazás eredetét és a szerzői jogokat jelzi, nem szolgál a cikkben szereplő információk forrásmegjelöléseként.